# Pirates of the Caribbean Battle for the Sunken Treasure
Pirates of the Caribbean Battle for Sunken Treasure (Mandarijn: 加勒比海盗——沉落宝藏之战) is een attractie in het Chinese attractiepark Shanghai Disneyland, die geopend werd op 16 juni 2016. Het is een dark water ride in het thema van de Pirates of the Caribbean-filmserie, met het concept van gasten die meegenomen worden door Jack Sparrow om een schat te stelen van Davy Jones.
De attractie sluit aan op de klassieke Pirates of the Caribbean-attracties in enkele andere Disneyparken, maar kent een wezenlijk andere opzet en is de eerste variant die haar inspiratie volledig uit de daarop gebaseerde filmserie haalt, in plaats van uit de klassieke attractie zelf.
In 2017 heeft de attractie een Thea Award gewonnen.

## Beschrijving
Gasten betreden de attractie via een verlaten Spaans-koloniaal fort. De wachtrij loopt langs enkele kamers van het oude fort, zoals de keuken, de wapenopslag, de gevangenis en de stallen. Vervolgens loopt de wachtrij het fort zelf in, waarbij ze nog langs de Mapping Room komen en een blik kunnen werpen op het traject van de attractie. Daarna loopt de wachtrij over in het instapstation, waar gasten een van de boten kunnen betreden.
Als eerst varen de boten het station uit, onder een Mandarijn pratende piratenschedel door. Na een kort stukje langs het restaurant Barbossa's Bounty te hebben gevaren, vaart de boot een grottenstelsel in, dat de Caves of Misfortune wordt genoemd. In deze grotten zijn enkele scènes te zien van skeletten, die refereren aan enkele scènes in de klassieke Pirates of the Caribbean-attractie, zoals de gevangenisscène met de hond die de sleutel vasthoudt. Ook zijn er geluidseffecten uit de klassieke attractie te horen.
Terwijl de boot verder door de Caves of Misfortune vaart, spreekt een voice-over de bezoekers in het Mandarijn toe en vraagt hij of ze nog steeds van plan zijn om een schat te stelen. Hij zegt dat ze naar de juiste plek zijn gekomen en stelt voor om van de schat het rijkste schip te stelen: dat van Davy Jones. Vervolgens draait de boot zijwaarts en vaart hij een hoek om, waar een skelet staat. Na een donderslag verandert dit skelet in een animatronic van Jack Sparrow. Deze stelt zich voor aan de bezoekers en spreekt hen toe in het Mandarijn, waarbij hij voorstelt voor om samen de schat te stelen. Dan zegt hij echter: "Waarom heb ik het de hele tijd over "ons"? Ik bedoelde alleen jullie. Daar gaan jullie dan!" Vervolgens wuift Jack Sparrow de bezoekers vaarwel en vaart de boot achterwaarts een grot in, waarbij de boot door enkele special effects af lijkt te zakken naar de bodem van de zee.
Daarna vaart de boot zijwaarts onder een koepelvormig projectiescherm, waarbij een projectie wordt getoond van enkele piraten de bodem van de zee. Het idee wordt geschetst dat de boot nog verder afzakt naar de bodem van de oceaan. Als de boot het koepelvormige scherm bijna voorbij is gevaren, wekt één piraat de kraken, die meezwemt in de richting van de boot, maar daarna weer van de boot wegzwemt.
Vervolgens vaart de boot voorwaarts een scène in met een scheepskerkhof. In deze scène zijn enkele scheepswrakken te zien, waartussen twee animatronics van krabben met elkaar vechten en een projectie van twee zingende zeemeerminnen wordt getoond. Daarna vaart de boot langs twee piraten-animatronics in het schavot, die met elkaar in het Mandarijn praten over de locatie van de schat. Als de animatronics naar de boot met gasten kijken, schelden ze elkaar uit en doen ze net alsof ze niet weten waar de schat ligt. De boot vaart echter verder naar de volgende scène, die bezaaid is met schatkisten, gouden munten en juwelen. Plots komt achter de schat een animatronic van Maccus omhoog, die gasten in het Mandarijn toespreekt met "Jullie zijn hier om de schat te stelen? Wacht maar wat hij met jullie van plan is."
Vervolgens vaart de boot verder het wrak van De Vliegende Hollander in, waar een animatronic van Davy Jones achter zijn orgel zit te spelen als hij wordt ingelicht dat Jack Sparrow de bezoekers op sleeptouw heeft genomen om zijn schat te stelen. Hij draait zich woedend om en spreekt de bezoekers toe in het Mandarijn dat als Jack Sparrow zijn schat wil hebben, hij eerst langs hem zal moeten. Hij zet de aanval in en tovert de bezoekers naar het wateroppervlak: de boot vaart voorwaarts door een deur die zich met speciale effecten opent. De boot vaart wederom een koepelvormig projectiescherm in.
De boot keer zich zijwaarts en door de projecties op het koepelscherm wordt de suggestie gewekt dat de boot naar het wateroppervlak schiet, samen met enkele andere gevechtsschepen. Dan komt ook de Vliegende Hollander naar boven, terwijl de bezoekers worden natgespetterd. Vanaf het dek schreeuwt Davy Jones naar Jack Sparrow hoe hij zijn schat durft te stelen. Jack Sparrow roept vanaf een fysiek schip (geen onderdeel van het projectiescherm) dat als hij zijn schat terug wil, hij hem zelf maar moet komen halen. De boot draait zich vervolgens richting twee fysieke schepen en vaart hiertussendoor. Door verschillende special effects lijken de schepen elkaar te bekogelen met kanonskogels. In de verte is wederom een koepelvormig projectiescherm te zien met enkele schepen die elkaar beschieten. De boot vaart echter zijwaarts de Black Pearl in, door een gat dat is ontstaan door het gevecht. Boven in de Black Pearl is op projectieschermen te zien hoe Davy Jones en Jack Sparrow met elkaar in zwaardgevecht zijn.
De boot vaart achterwaarts verder de zinkende Black Pearl in. Op een laatste projectiescherm is te zien hoe Jack Sparrow vanaf een sloep een gat in de romp van het schip schiet, waardoor Davy Jones omver wordt geblazen door het binnenkomende water en Jack Sparrow veilig kan ontsnappen. Na enkele special effects waardoor de Black Pearl vol lijkt te stromen met water, gaat de boot met bezoekers achterwaarts een helling af, om vervolgens weer terug te komen in het fort waar de attractie begon. De boot draait zich een halve slag om voorwaarts terug te varen naar het station. Ondertussen staat er een animatronic van Jack Sparrow naar zijn schat te kijken, terwijl hij het liedje Yo Ho (A Pirates Life for Me) zingt. Vervolgens keren de boten terug in het station en kunnen gasten de attractie verlaten via Doubloon Market, een souvenirwinkel.

## Afbeeldingen

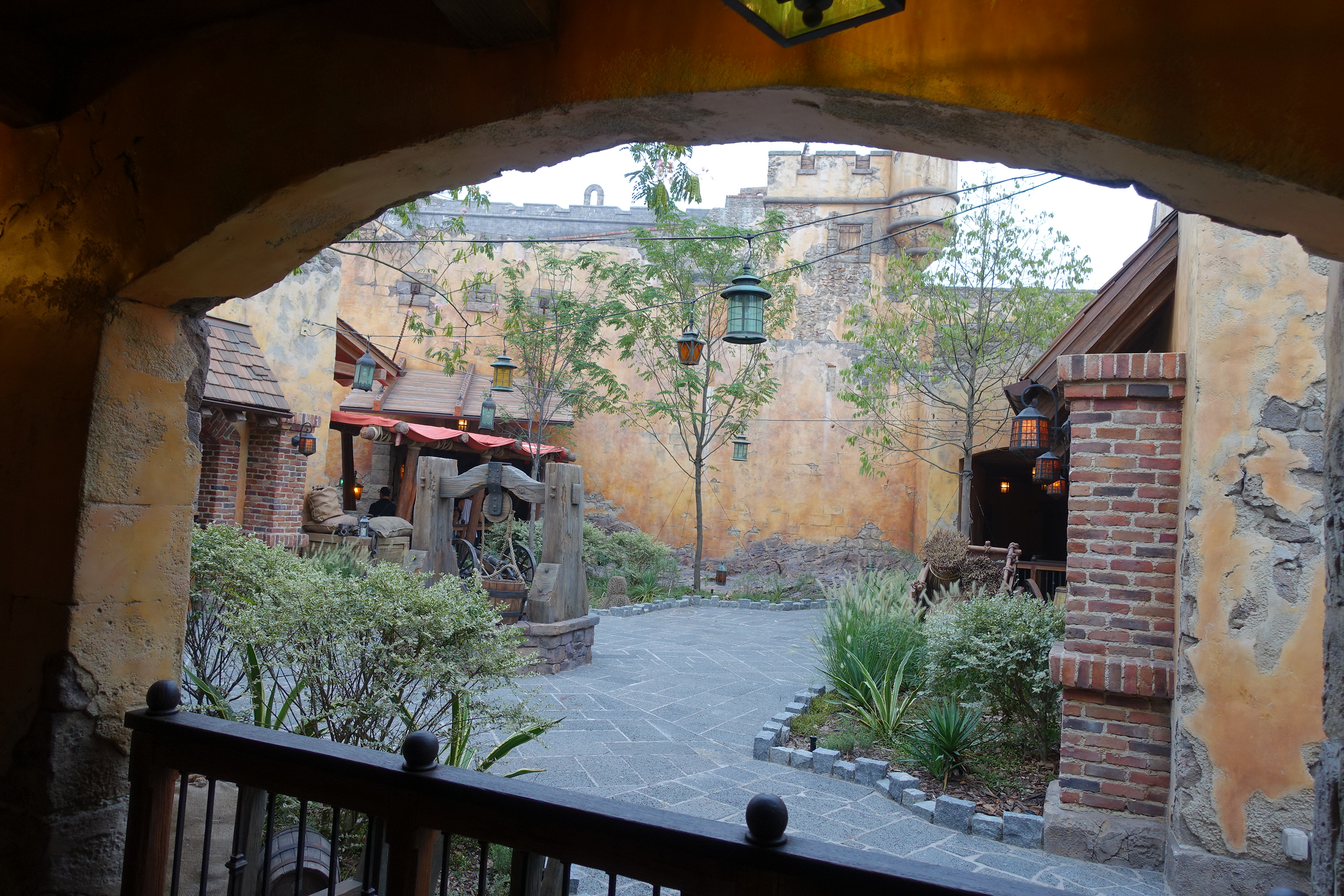
Zicht vanuit de wachtrij.
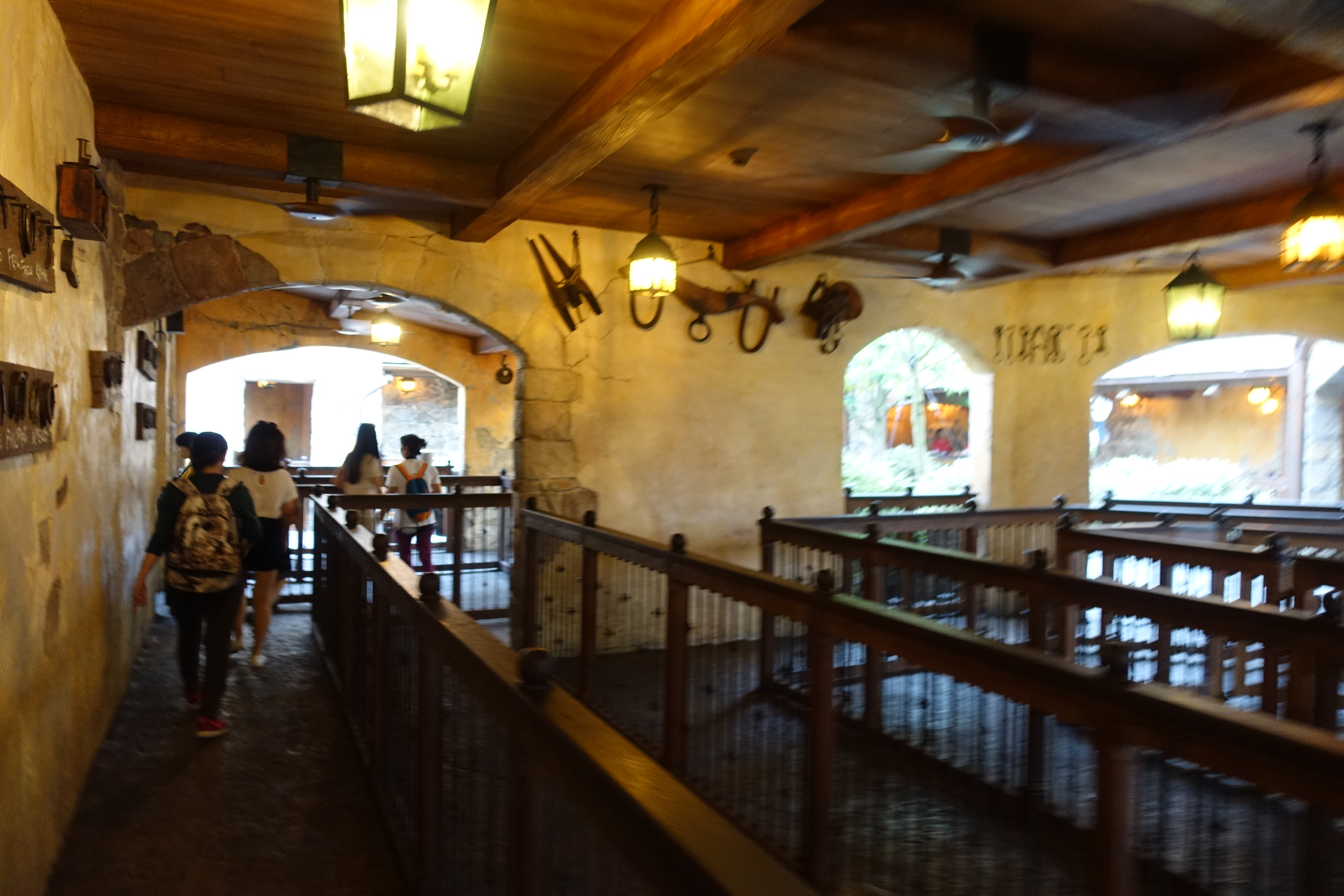
Wachtruimte
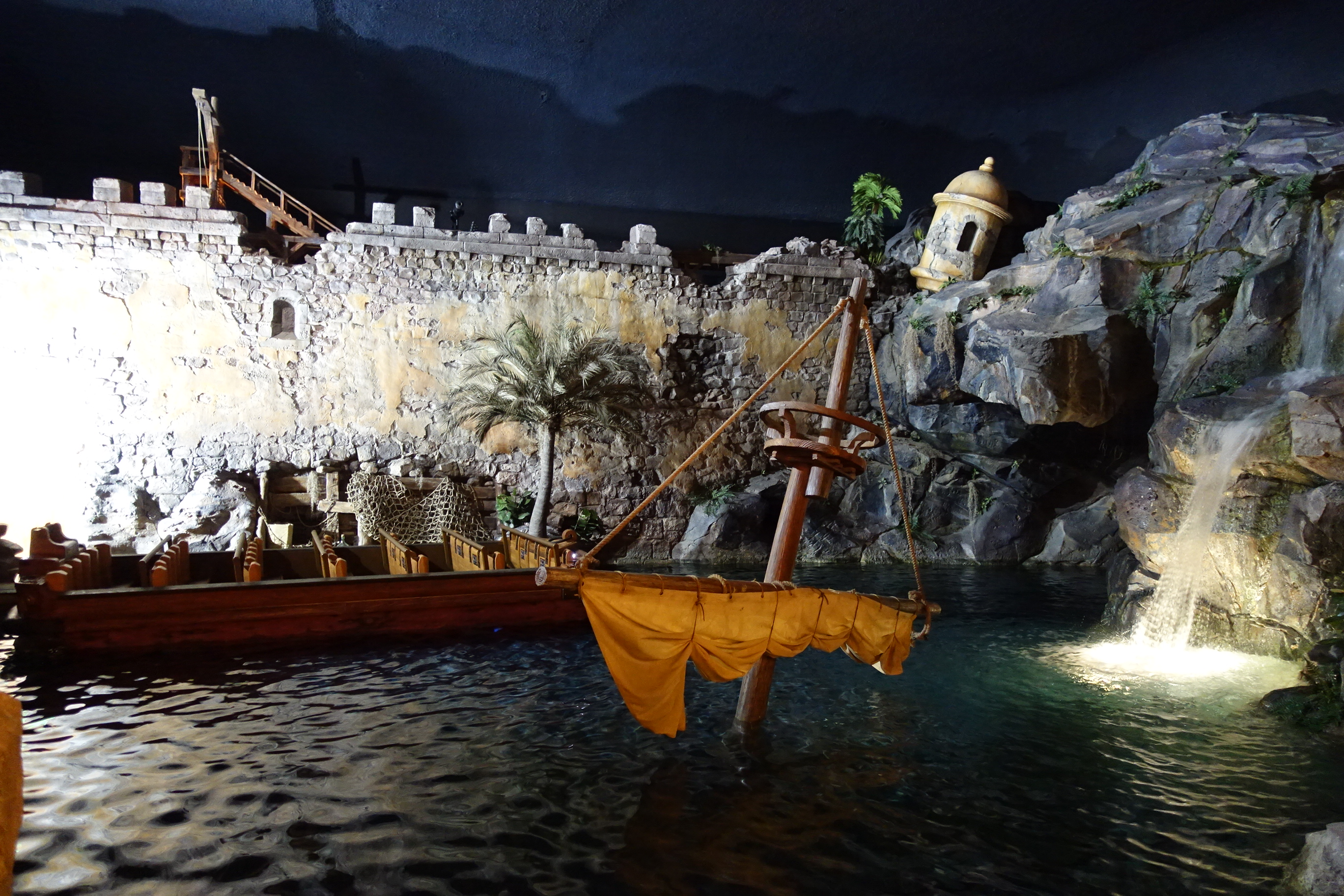
Deel van het traject.
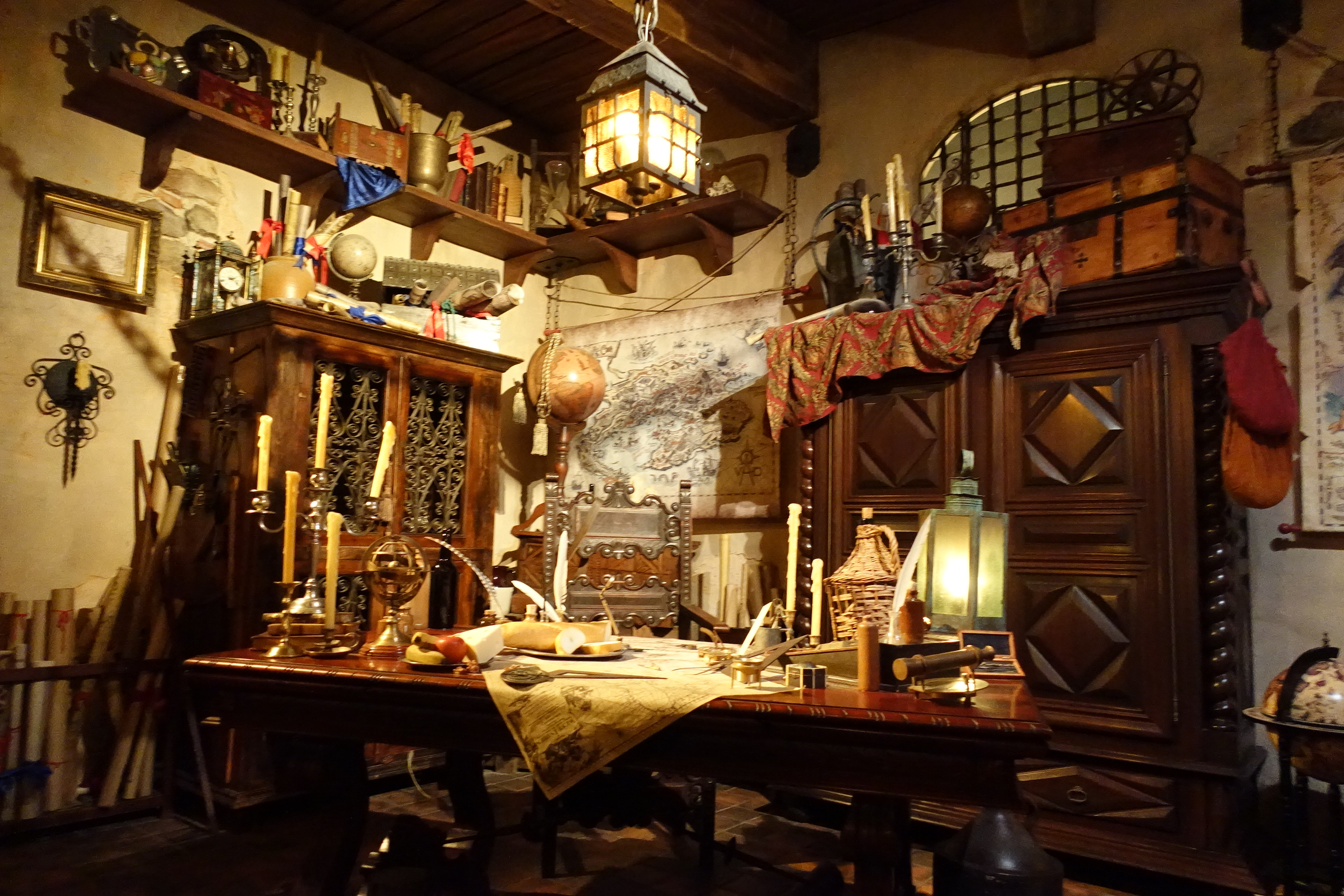
Mapping Room in de wachtruimte.
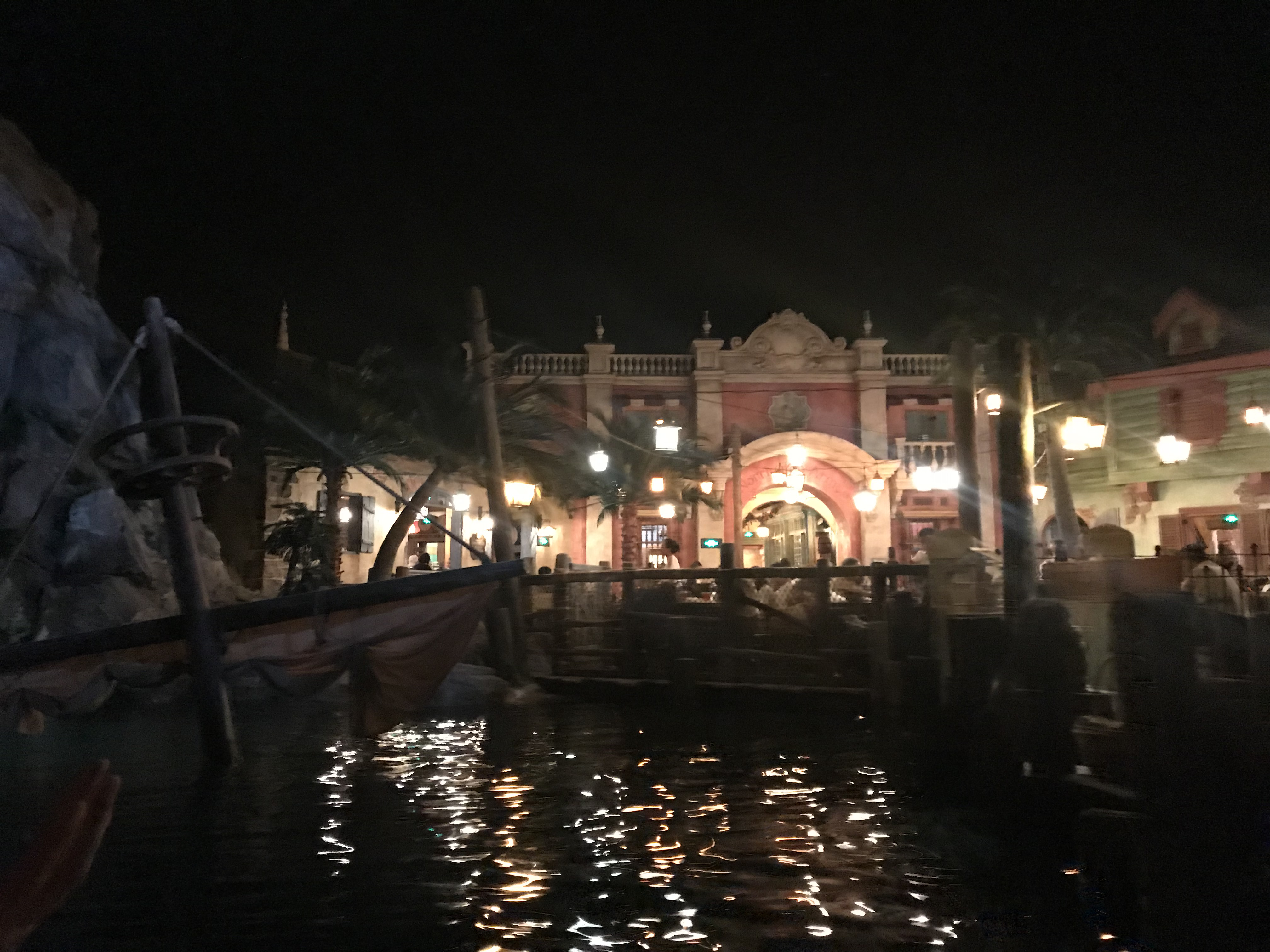
Restaurant in de attractie.

Shanghai Disney Resort · Lijst van attracties in Shanghai Disneyland